# Hit by pitch

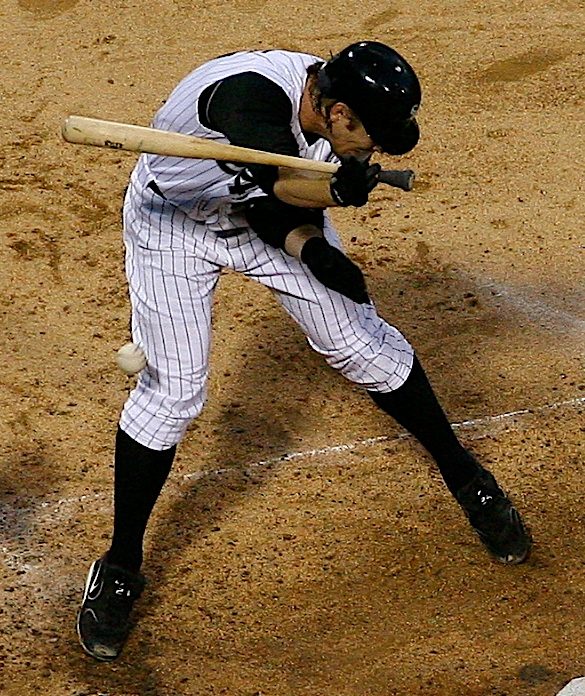
Джо Криди из Чикаго Уайт Сокс после попадания в него мячом

Hit by pitch (дословно, англ. удар при подаче) — игровая ситуация в бейсболе, возникающая при подаче питчера в какую-либо часть тела беттера. В этом случае, согласно правилу 6.08(b), беттер становится бейсраннером и переходит на первую базу, если он сам или его снаряжение (за исключением биты):
- столкнулись с мячом за пределами страйковой зоны,
- и он пытался избежать столкновения (или не имел возможность избежать),
- и он не двигался при подаче.[1]

Если будут выполнены все эти условия, то беттер переходит на первую базу; при наличии на базе других беттеров, последние занимают следующую базу. Правило 5.09(a) уточняет, возникает ли hit by pitch при касании мячом одежды.